# 小松未歩 4〜A thousand feelings〜
『小松未歩 4〜A thousand feelings〜』（こまつみほ・フォー・ア・サウザンド・フィーリングズ）は、日本のシンガーソングライター・小松未歩が2001年3月7日にGIZA studioから発売した4枚目のオリジナルアルバムである。

## 制作と構成
先行シングルである「あなたがいるから」をはじめ「君の瞳には映らない」「Love gone」の恋愛三部作のシングル曲などを収録した4枚目のアルバムで、『過去の恋、現在の恋、未来の恋がここにあります。A thousand feelings...“万感の想いを込めて”小松未歩が紡ぐ、幾通りもの“ラブソング”』のキャッチコピーが取られており、恋愛三部作シングルリリースの締めくくりの位置に属する。
サブタイトルの『A thousand feelings』の意味は「万感の想い」であるとのこと。
スタジオ・アルバムとしては、この作品から小松がプロデュースも担当した。なお、小松のスタジオ・アルバムとしては唯一、古井弘人の楽曲プロデュースを受けていない。

## 記録
オリコンアルバムチャートでは初登場9位を記録し、累計売上枚数6.4万枚を売り上げた。なお、この作品を最後にシングル・アルバムともにオリコントップ10位以内のランクインはない。

## 収録曲
| 全作詞・作曲: 小松未歩、全編曲: 大賀好修（特記以外）。 |                                      |          |            |      |
| #                                                      | タイトル                             | 作詞     | 作曲・編曲 | 時間 |
| 1.                                                     | 「君の瞳には映らない」               | 小松未歩 | 小松未歩   | 4:27 |
| 2.                                                     | 「あなたがいるから」(編曲: 池田大介) | 小松未歩 | 小松未歩   | 4:37 |
| 3.                                                     | 「at him!」                          | 小松未歩 | 小松未歩   | 4:24 |
| 4.                                                     | 「ただ傍にいたいの」                 | 小松未歩 | 小松未歩   | 4:08 |
| 5.                                                     | 「I don't know the truth」           | 小松未歩 | 小松未歩   | 4:55 |
| 6.                                                     | 「Love gone <Album Mix>」            | 小松未歩 | 小松未歩   | 4:12 |
| 7.                                                     | 「ともだち以上」                     | 小松未歩 | 小松未歩   | 3:42 |
| 8.                                                     | 「regret」                           | 小松未歩 | 小松未歩   | 4:54 |
| 9.                                                     | 「幸せのかたち」                     | 小松未歩 | 小松未歩   | 4:43 |
| 10.                                                    | 「哀しい恋」                         | 小松未歩 | 小松未歩   | 3:56 |
| 11.                                                    | 「Hold me tight」                    | 小松未歩 | 小松未歩   | 4:40 |
| 合計時間:                                              | 合計時間:                            | 48:38    |            |      |

## 楽曲解説
1. 君の瞳には映らない
11thシングル。恋愛三部作のシングル曲のうち「未来の恋」に位置する楽曲である。
2. あなたがいるから
10thシングル。恋愛三部作のシングル曲のうち「現在の恋」に位置する楽曲である。
3. at him!
4. ただ傍にいたいの
5. I don't know the truth
6. Love gone <Album Mix>
12thシングル。恋愛三部作のシングル曲のうち「過去の恋」に位置する楽曲である。
アルバムバージョンとしてリマスタリングを施して収録している。
7. ともだち以上
8. regret
9. 幸せのかたち
10. 哀しい恋
10thシングル「あなたがいるから」のカップリング曲。
11. Hold me tight

## 参加ミュージシャン
- 小松未歩：Vocal (全曲)、Chorus (#1,3,5〜10)

サポートミュージシャン
- Secil Minami：Chorus (#2,6,11)
- 大賀好修：Guitar (全曲)、Programming (#1,3〜11)
- 池田大介：Programming (#2)

## タイアップ
- テレビ大阪制作音楽番組『アメロク』エンディングテーマ (#1)
- 劇場アニメ『名探偵コナン 瞳の中の暗殺者』主題歌[3] (#2)
- プレイステーション2用デジタルノベル『Missing Blue』エンディングテーマ (#5)
- TBS系列『ココロTV』エンディングテーマ[4] (#6)
- 日音制作音楽番組『P.S. 〜Pop Shake〜』オープニングテーマ[5] (#6)
- プレイステーション2用デジタルノベル『Missing Blue』オープニングテーマ (#11)